# Tommy Hutchison
Thomas Hutchison (født 22. september 1947 i Cardenden, Skotland) er en tidligere skotsk fodboldspiller (midtbane) og manager.
Hutchisons karriere strakte sig over tyve år, og blev primært tilbragt i England. Her var han blandt andet tilknyttet Blackpool i fem sæsoner, Coventry City i ni og Swansea City i seks.
Hutchison spillede desuden 17 kampe og scorede ét mål for det skotske landshold. Hans første landskamp var et opgør mod Tjekkoslovakiet 26. september 1973, hans sidste en kamp mod Danmark 3. september 1975. Han repræsenterede sit land ved VM i 1974 i Vesttyskland, og var på banen i to af skotternes tre kampe i turneringen.